# 瑞-贝洛克
瑞-贝洛克（法語：Jû-Belloc，法語發音：[ʒy belɔk]）是法国热尔省的一个市镇，属于米朗德区。该市镇于1822年由原市镇瑞（Jû）、博拉（Beaulat）和贝洛克（Belloc）合并而成。

## 地理
瑞-贝洛克（43°34'58"N, 0°0'18"E）面积10.01 平方千米，位于法国奧克西塔尼大區热尔省，该省份为法国西南部内陆省份，北起顺时针与洛特-加龙省、塔恩-加龙省、上加龙省、上比利牛斯省、大西洋比利牛斯省和朗德省接壤。
与瑞-贝洛克接壤的市镇（或旧市镇、城区）包括：卡斯泰尔诺里维埃巴斯、埃尔、加利阿、普莱桑斯、阿杜尔河畔普雷沙克、圣奥尼朗格罗、蒂耶斯特-于拉纽。

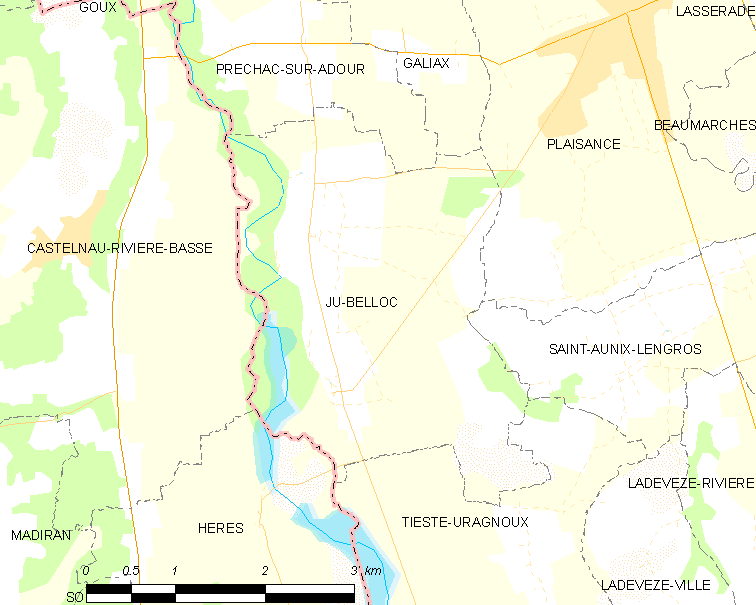
瑞-贝洛克的OSM定位图

瑞-贝洛克的时区为UTC+01:00、UTC+02:00（夏令时）。

## 行政
瑞-贝洛克的邮政编码为32160，INSEE市镇编码为32163。

## 政治
瑞-贝洛克所属的省级选区为帕尔迪亚克-下河县。

## 人口

1962-2008年间瑞-贝洛克人口变化图示

瑞-贝洛克于2022年1月1日时的人口数量为283人。